# Mariefors
Mariefors (uttal: Mari:efå'rs, finska: Kellokoski, slang: Kellis) är en tidigare tätort (numera del av Helsingfors centraltätort) i Tusby kommun norr om Helsingfors i landskapet Nyland i Finland. Befolkningen uppgick 2005 till omkring 4 300. 
I Mariefors finns en av Finlands mest välbevarade bruksmiljöer. Det finns också ett psykiatriskt sjukhus på orten. På Mariefors herrgårds ägor finns i dag ett sjukhusmuseum. 
Mariefors är enspråkigt finskt men tidigare hade Mariefors en betydande svenskspråkig befolkning. Andelen svensktalande är idag cirka 2 procent.

## Historia
Mariefors järnbruk i Tusby privilegierades 1795 och anlades av kapten Lars Falck (sedermera Falckenheim) vid Klockforsen i Kervo å. Bruket innehades på 1800-talet av bland andra grosshandlaren Johan Solitander från Borgå och bomullsfabrikanten Axel Wilhelm Wahren från Forssa. Det övertogs 1897 av Björkboda Fabriks Ab, grundat 1887, och drevs som ett familjeföretag till 1962, då det inköptes av Oy Fiskars Ab. Den ursprungliga stångjärnstillverkningen kompletterades redan i början av 1800-talet med metallmanufaktur av olika slag, bland annat spikar, yxor, spadar, hästskor, liar och byggnadsbeslag. Efter andra världskriget blev mejerikärl och aluminiumbåtar (flera typer utvecklades av bolaget på 1950-talet) viktiga artiklar. Bruket hade omkring 300 anställda i början av 1960-talet, men därefter skars produktionen småningom ned och upphörde helt 1979. Inom bebyggelsen märks brukskyrkan från 1800.
Bruket utbröts 1880 från Mariefors gård, som på den tiden omfattade 2 700 hektar i Mäntsälä och Tusby socknar. Gården inköptes 1909 av staten, styckades och såldes till jordbehövande. Huvudbyggnaden uppfördes 1883–1884 av Konni Zilliacus efter ritningar av arkitekten Sebastian Gripenberg. Byggnaden blev 1915 ett mentalsjukhus, som sedermera utvidgats i flera repriser. Kellokoski sjukhus var senare centralsinnessjukhus i Nylands sinnessjukvårdsdistrikt och är numera specialiserat på ungdomspsykiatri.